# Lötschberg-Basistunnelen
Lötschberg-Basistunnelen er en 34,6 km. lang tunnel på Bern-Lötschberg-Simplon-jernbanen, som skærer sig gennem alperne, cirka 400 meter under den eksisterende Lötschbergtunnel. Den var frem til 1. juni 2016 verdens længste tunnel på land og kan tage både passager- og standard-godstog (op til 4.000 ton) og løber mellem Frutigen i kanton Bern og Raron i kanton Valais. Gennembruddet skete i april 2005, og konstruktionen var færdig i 2006. Åbningsceremonien fandt sted fredag den 15. juni 2007. Kørsel i fuld skala begyndte den 9. december 2007.

## Projektet
Hensigten var at lette trykket på de schweiziske veje ved at give mulighed for, at et stort antal lastbiler og trailere kan læsses på tog i Tyskland, passere gennem Schweiz på skinner og blive læsset af i Italien. Den skærer også rejsetiden ned for tyske turister på vej mod de schweiziske ski-områder og placerer Valais inden for pendlerafstand af Bern på grund af reduktionen af rejsetiden på 50%. De totale omkostninger var pr. 31. december 2006 4,3 mia. Schweizerfranc, ca. 20 mia. danske kr. Sammen med Gotthard-Basistunnelen er dette et led i AlpTransit-initiativet.

## Konstruktion
Tunnelen består af 2 udboringer enkeltspor side om side fra portal til portal, forbundet for hver 300 meter med mindre tværrør, således at den anden tunnel kan bruges til nødudgang.

## Kapacitet
Det er planen at lade 110 tog dagligt køre gennem den nye basistunnel, og 66 gennem den gamle bjergtunnel. Af de 110 tog som vil passere gennem basistunnelen, vil 30 være passagertog, og 80 vil være godstog, inklusive intermodal godstransport såvel som tunge godstog med en maksimumvægt på 4.000 tons og en maksimal længde på 1.500 meter, som for tiden er ude af stand til at anvende det eksisterende bjergspor.
Eftersom der er 21 km på et enkelt spor uden mulighed for frakørsel, vil ethvert tog, som er mere end 7 minutter forsinket blive sendt op ad den gamle linje, hvad enten det er et gods- eller et passagertog, hvilket vil føre til yderligere forsinkelser, eller det vil blive nødt til at vente til det næste hul i køreplanen for basistunnelen.

### Kørehastigheder
- Regulære godstog: 100 km/t
- Kvalificerede godstog: 160 km/t
- Passagertog: 200 km/t
- passagertog med krængeteknik : 250 km/t

## Eksterne kilder
Flott durch die Schweizer Alpen – Frankfurt Allgemeine Zeitung 15. juni 2007
46°35′N 7°39′Ø / 46.58°N 7.65°Ø